# Équipe de Yougoslavie de rugby à XIII
L'équipe de Yougoslavie de rugby à XIII était une sélection  des meilleurs joueurs de rugby à XIII de Yougoslavie dans les années 1950 et 1960. 

## Historique
L'équipe est créée dans les années 1950 et eut une durée d'existence d'une dizaine d'années. Bien qu'elle n'eut pas l'opportunité de disputer de nombreux test-matchs , on note cependant sa défaite sur une faible marge face à l'équipe de France amateure à Banja Luka le 21 mai 1961,.
L'équipe périclite ensuite pour disparaitre complètement. 

## Equipes héritières
Il s'agit principalement de l'équipe de Serbie, qui reprend les structures en place au moment de la dissolution de la Yougoslavie. 
Mais d'autres apparaissent au début des années 2020; celle du Monténégro et une sélection portant le nom «  d' équipe de Macédoine  » ; créée paradoxalement en Australie avec des joueurs d'origine macédonienne.